# Philoria pughi
Espèce
Statut de conservation UICN

 EN B1ab(iii) : En danger
Philoria pughi est une espèce d'amphibiens de la famille des Limnodynastidae.

## Répartition
Cette espèce est endémique du Nord-Est de la Nouvelle-Galles du Sud en Australie. Elle se rencontre dans la Gibraltar Range au-dessus de 600 m d'altitude,.

## Étymologie
Cette espèce est nommée en l'honneur de Dailan Pugh, pour son action pour la protection de l'habitat de cette espèce.

## Publication originale
- Knowles, Mahony, Armstrong et Donnellan, 2004 : Systematics of sphagnum frogs of the genus Philoria (Anura : Myobatrachidae) in eastern Australia, with the description of two new species. Australian Museum Scientific Publications, Records of the Australian Museum, vol. 56, p. 57-74 (texte intégral).